# Bolezen
Bolézen je odstopanje od normalne zgradbe ali funkcije kateregakoli dela, organa ali sistema telesa, ki se kaže z značilnim nizom simptomov in znakov. Etiologija (vzrok bolezni), patologija (morfološke in funkcionalne spremembe), prognoza (predvidevanje poteka oziroma izida bolezni) in načini zdravljenja so lahko znani ali pa ne. Bolezen lahko povzroči nek zunanji dejavnik (na primer patogen) ali pa je posledica telesne disfunkcije (kot je nepravilno delovanje imunskega sestava, ki se lahko kaže na primer kot avtoimunska bolezen, alergija ali imunska pomanjkljivost). Bolezni lahko razvrstimo na različne načine, na primer na duševne in telesne, kronične in akutne, nalezljive in nenalezljive ...
Pri prebivalstvu največ smrti zahtevajo po vrsti koronarna arterijska bolezen, cerebrovaskularne bolezni in okužbe spodnjih dihal.
S preučevanjem bolezni se ukvarja patologija, sistematizira pa jih nozologija. Širša znanost o zgradbi in delovanju človeškega telesa, boleznih, njihovem zdravljenju in lajšanju se imenuje medicina.